# Targante
Targante (en àrab تاركانت, Tārgānt; en amazic ⵜⴰⵔⴳⴰⵏⵜ) és una comuna rural de la província d'Essaouira, a la regió de Marràqueix-Safi, al Marroc. Segons el cens de 2014 tenia una població total de 7.605 persones.